# Regierungsbezirk Westpreußen
Der Regierungsbezirk Westpreußen war von 1920 bis 1939 ein Regierungsbezirk der preußischen Provinz Ostpreußen. Sein Gebiet ist heute aufgeteilt auf die polnischen Woiwodschaften Pommern und Ermland-Masuren. Verwaltungssitz war Marienwerder.

## Entstehung
Mit Inkrafttreten des Versailler Vertrages wurde der Regierungsbezirk Marienwerder der preußischen Provinz Westpreußen am 10. Januar 1920 aufgelöst. An die Zweite Polnische Republik fielen die Stadtkreise Graudenz und Thorn und die Landkreise Briesen, Culm, Konitz, Löbau, Schwetz, Strasburg i. Westpr. und Tuchel sowie der westlich der Weichsel gelegene Teil des Kreises Marienwerder. Die westlichen Kreise Flatow und Schlochau wurden bereits am 20. November 1919 der Regierungsstelle des Verwaltungsbezirks Grenzmark Westpreußen-Posen in Schneidemühl unterstellt.
Die östlich bei Deutschland verbliebenen Kreise Elbing (Stadt), Elbing (Land), Marienburg, Stuhm, Rosenberg und Marienwerder (soweit östlich der Weichsel gelegen) wurden zunächst einem Regierungspräsidenten mit Sitz in Marienwerder (Regierungsbezirk Marienwerder) und dem Oberpräsidenten in Königsberg i. Pr. unterstellt.
Am 24. Januar 1920 wurden die Kreise Marienburg, Marienwerder, Stuhm und Rosenberg vorübergehend der Interalliierten Kommission für Regierung und Volksabstimmung in Marienwerder unterstellt. Diese Kreise gehörten zum Abstimmungsgebiet Marienwerder, das über seine staatliche Zugehörigkeit abstimmen sollte. Bei der Volksabstimmung am 11. Juli 1920 entschieden sich über 92 Prozent für den Verbleib beim Deutschen Reich und gegen eine Abtretung an Polen. Am 16. August 1920 endete die Unterstellung unter die Interalliierte Kommission für Regierung und Volksabstimmung. Bis 1922 fanden noch geringfügige Grenzregulierungen mit Polen und der Freien Stadt Danzig statt.
Zum 1. Juli 1922 wurde der Regierungsbezirk Marienwerder in die Provinz Ostpreußen eingegliedert und aus Traditionsgründen in Regierungsbezirk Westpreußen umbenannt. Der Sitz des Regierungspräsidenten blieb in Marienwerder.

## Neuordnung und endgültige Auflösung
Zu Beginn des Zweiten Weltkrieges besetzten deutsche Truppen Polen (Überfall auf Polen) bis zu einer Demarkationslinie, die am 28. September 1939 im sogenannten Deutsch-Sowjetischen Grenz- und Freundschaftsvertrag vereinbart worden war. Dazu gehörten auch die 1920 an Polen gefallenen Gebiete der ehemaligen preußischen Provinz Westpreußen, aus denen Mitte September 1939 der „Militärbezirk Westpreußen“ gebildet wurde.
Am 26. Oktober 1939 wurde der bisherige ostpreußische Regierungsbezirk Westpreußen mit dem am gleichen Tag annektierten „Militärbezirk Westpreußen“ vereinigt und bildete zusammen mit der am 1. September 1939 in das Deutsche Reich eingegliederten Freien Stadt Danzig den Reichsgau Westpreußen. Dieser wurde am 2. November 1939 in Reichsgau Danzig-Westpreußen umbenannt.
Zusammen mit den zuvor polnischen Landkreisen Briesen (Westpr.), Graudenz, Leipe (Westpr.), Neumark (Westpr.), Rippin (Westpr.) und Strasburg (Westpr.) wurde der neue Regierungsbezirk Marienwerder gebildet. Stadt- und Landkreis Elbing wurden dem neuen Regierungsbezirk Danzig angegliedert.
Im Frühjahr 1945 wurde das ehemalige Gebiet des Regierungsbezirks von der Roten Armee besetzt, unter polnische Verwaltung gestellt und schließlich der Volksrepublik Polen zugeschlagen. Das Gebiet ist heute aufgeteilt auf die polnischen Woiwodschaften Pommern und Ermland-Masuren.

## Verwaltungsgliederung

### Stadt- und Landkreise

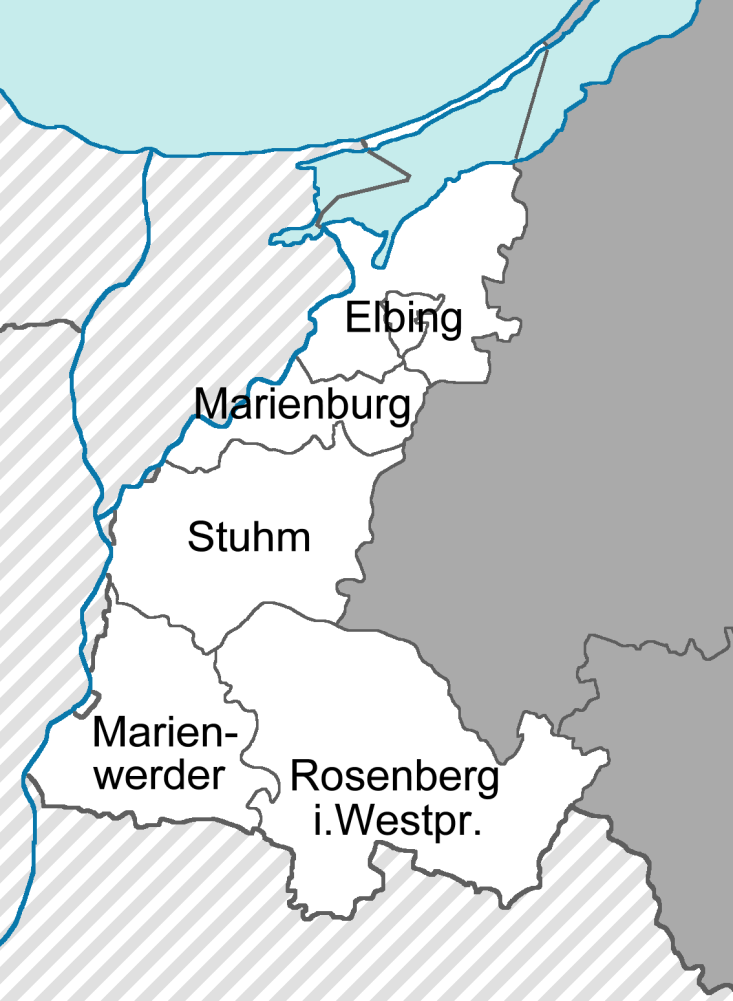
Regierungsbezirk Westpreußen. Stand der Grenzen 31. August 1939

| Reg.Bez. bis 1920 | Stadt-/Landkreis       | Einwohner | Fläche      | Bev.dichte      | Kommunen Städte/Flecken/Gemeinden |
| ----------------- | ---------------------- | --------- | ----------- | --------------- | --------------------------------- |
| Danzig            | Stadtkreis Elbing      | 085.952   | 30,67 km²   | 2802,5 Einw/km² | 1/0/0                             |
| Danzig            | Landkreis Elbing       | 028.149   | 482,99 km²  | 58,3 Einw/km²   | 1/0/70                            |
| Danzig            | Landkreis Marienburg   | 039.073   | 225,66 km²  | 173,1 Einw/km²  | 1/1/35                            |
| Marienwerder      | Landkreis Marienwerder | 044.813   | 525,70 km²  | 85,2 Einw/km²   | 2/0/51                            |
| Marienwerder      | Landkreis Rosenberg    | 063.368   | 1038,31 km² | 61,0 Einw/km²   | 5/0/79                            |
| Marienwerder      | Landkreis Stuhm        | 040.453   | 622,60 km²  | 65,0 Einw/km²   | 2/0/65                            |
|                   | Gesamt                 | 301.808   | 2925,93 km² | 103,1 Einw/km²  | 12/1/300                          |

### Regierungspräsidenten
- 1920–1922: Theodor von Baudissin
- 1922–1923: Alfons Proske
- 1923–1925: Roland Brauweiler
- 1925–1936: Karl Budding
- 1936–1939: Otto von Keudell